# Eloísa Otero
Eloísa Otero (León, 1962) es periodista, escritora y bloguera, y reside en el barrio de El Crucero, en León. Licenciada en Ciencias de la Información por la Universidad Complutense, ha trabajado para diversos periódicos y revistas, como La Voz de Galicia, Atlántico Diario, Diario de Galicia, El Progreso de Lugo, Eco/Revista de Economía Atlántica, El Ideal Gallego, La Crónica de León, Peatom y El Mundo (en su edición nacional y en sus ediciones de León, Valladolid, y Castilla y León). Ha sido comisaria de la exposición "Visión del frío" (2007), organizada con motivo de la concesión a Antonio Gamoneda del Premio Cervantes 2006. En 2012 fundó la revista digital de Cultura Tam Tam Press, de la que es coeditora, con los periodistas Camino Sayago y Sergio Jorge. Entre 2016 y 2018 colaboró con el semanario El Día de León, desde su primer número hasta su cierre, realizando artículos de opinión y perfiles de personajes leoneses.

## Obras

### Poesía
- La fuente dormida (1982). Grupo Editorial Margen, León, 1983
- Cartas celtas (1995). Provincia, León, 1995
- Tinta preta (1999). Provincia, León, 1999
- Cartas celtas y otros poemas (2008). Ed. Leteo, León, 2008

Incluida en las antologías:
- Solicitudes para una declaración de apatría (1983), en colaboración con Elena Soto, Hilario Franco y Carlos Suárez. Grupo Editorial Margen, León, 1983
- Ellas tienen la palabra (1997), de Noni Benegas y Jesús Munárriz. Hiperión, Madrid, 1997
- De los ojos ajenos (1998), de Miguel Casado. Junta de Castilla y León, Valladolid, 1998
- Presencias del origen en la poesía leonesa actual (1999), de Luis Carnicero. Letras de Venatia, León, 1999
- Mujeres de carne y verso. Antología poética femenina en lengua española del siglo XX, (2002), de Manuel Francisco Reina. La Esfera de los Libros, Madrid, 2002.
- Ilimitada voz. Antología de poetas españolas 1940-2002 (2003), de José Mª Balcells. Universidad de Cádiz, Cádiz, 2003.
- Complicidades (2007), una edición al cuidado de Manuel Ferro. Consejo de Seguridad Nuclear & Ave del Paraíso Ediciones, Madrid, 2007

### Ensayos
- León a través de La Gafa de Oro (1995).
- León. Escultura urbana (2007).

### Traducciones
- Con pólvora y magnolias (1994), traducción de la obra Con pólvora e magnolias, de Xosé Luís Méndez Ferrín, en colaboración con Manuel Outeriño. Hiperión, Madrid, 1994

- Contra Maquilero (2007), traducción de la obra Contra Maquieiro, de Xosé Luís Méndez Ferrín, en colaboración con Manuel Outeriño. Ed. Arte y Literatura, La Habana, Cuba, 2007

- Poesía fundamental (1976-2005) de X. L. Méndez Ferrín. Edición bilingüe. Ed. Calambur, Poesía, 123. 2011. Traducción al castellano y notas de Eloísa Otero y Manuel Outeiriño. Prólogo de Antonio Gamoneda. Epílogo de Manuel Outeiriño. http://calambureditorial.blogspot.com/2011/05/novedad-calambur-poesia-poesia.html